# اوه در اوهایو
اوه در اوهایو (انگلیسی: The Oh in Ohio) فیلمی در ژانر کمدی رمانتیک است که در سال ۲۰۰۶ منتشر شد.

## بازیگران
- پارکر پوزی
- پل راد
- دنی دویتو
- میشا بارتون
- میراندا بیلی
- لایزا مینلی
- هدر گراهام
- کیث دیوید
- رابرت جان برک